# Tom Farquharson (Tennisspieler)
Tom Farquharson (* 12. Februar 1992 in London) ist ein ehemaliger britischer Tennisspieler aus England.

## Karriere
Farquharson spielte bis 2010 auf der ITF Junior Tour. In der Jugend-Rangliste erreichte er mit Rang 74 seine höchste Notierung. Sein bestes Ergebnis bei Grand-Slam-Turnieren war der Doppeltitel in Wimbledon 2010, den er mit Liam Broady überraschend gewann, nachdem sie nur mit einer Wildcard gestartet waren. Im Einzel schaffte er 2009 den Einzug ins Viertelfinale von Wimbledon. Darüber hinaus war er nur bei niedriger dotierten Turnieren erfolgreich.
Bei den Profis spielte Farquharson von 2008 bis 2012 ohne großen Erfolg auf der drittklassigen ITF Future Tour. 2013 steigerte er sich im Einzel deutlich und zog achtmal ins Halbfinale eines Futures ein, zweimal davon kam er sogar ins Endspiel. Damit konnte er in der Weltrangliste das Jahr mit Rang 491 erstmals in den Top 500 abschließen. 2014 gewann er die ersten zwei Titel und sprang auf sein Karrierehoch von Rang 429. in der Folge sackte er in der Rangliste aber ab, fiel kurzzeitig sogar aus den Top 1000. Im Jahr 2017 hatte er eine erneute Erfolgsträhne, in deren Folge er drei weitere Futures gewann und wieder in die Top 500 einzog, konstanter Erfolg gelang ihm aber auch diesmal nicht. Den einzigen Auftritt auf der ATP Challenger Tour spielte er 2017 in Bratislava, wo er Jürgen Zopp unterlag. Im Doppel gewann er 2016 seinen einzigen Titel, den Sprung unter die Top 1000 schaffte er dort nie. 2018 spielte er letztmals Turniere.
Nach der aktiven Karriere arbeitete er als Tennistrainer und Padel-Trainer. Mit seinem Bruder betreibt er eine Padel-Schule.